# Zuiderkerk (Emmen)
De Zuiderkerk aan de Wilhelminastraat 13 in de Drentse plaats Emmen is een in 1923 gebouwde voormalige gereformeerde kerk. Sinds maart 2015 is het gebouw niet meer als kerk in gebruik.

## Geschiedenis
In 1920 besloot de groeiende gemeenschap van gereformeerden in Emmen een nieuwe kerk te laten bouwen op een stuk onbebouwd terrein op de hoek van de Wilhelminastraat en de Van Schaikweg. In 1921 koos de kerkenraad voor een ontwerp van de Enschedese architect Josephus Bernardus Radstake (1872-1973). De kerk werd in 1922 gebouwd en op 3 januari 1923 in gebruik genomen.
In 1923 besloot de kerkenraad naast de kerk een pastorie te laten bouwen. Dit gebouw werd ontworpen door Ytzen van der Veen. De woning kwam vermoedelijk gereed in 1924. De pastorie heeft het adres Wilhelminastraat 12. In 1936 werd het orgel van de kerk vervangen door een nieuw orgel, gebouwd door Valckx & Van Kouteren.
Tussen 1920 en 1941 was het aantal gereformeerden in Emmen gestegen van 600 tot 1300. In dat jaar werd aan de Heidelaan een houten noodkerk neergezet. Dit kerkje kreeg de naam Noorderkerk. Pas vanaf dat moment heette de kerk aan de Wilhelminastraat de Zuiderkerk. De Noorderkerk was geen lang leven beschoren. Al in 1950 verhuisden de kerkdiensten naar een ander noodgebouw aan de Weerdingerstraat. In 1955 kwam de Ichthuskerk in de wijk Emmermeer gereed, die nog steeds als kerk in gebruik is.
In 2004 fuseerden de Gereformeerde Kerken in Nederland met de Nederlandse Hervormde Kerk tot de Protestantse Kerk in Nederland. Pas in juni 2008 fuseerden de beide kerkgenootschappen in de gemeente Emmen tot één Protestantse Gemeente Emmen. In het centrum van Emmen had deze gemeente nu drie kerkgebouwen in gebruik: naast de Zuiderkerk ook de Grote Kerk en de Hervormde Kapel. Dat was te veel voor het teruglopende aantal gelovigen. In april 2010 werd bekendgemaakt dat de Zuiderkerk ging sluiten en zou worden verkocht. De mogelijkheid van sloop werd daarbij nadrukkelijk genoemd. De Zuiderkerk was als enige van de drie kerken geen beschermd monument en kwam daarvoor dus als eerste in aanmerking. De kerkgangers reageerden door een twee meter breed ‘rouwlint’ van zwart landbouwplastic om de kerk te spannen. De kerk werd als moederkerk beschouwd.

## Gemeentelijk monument
In mei 2010 deed het Cuypersgenootschap een beroep op de gemeente Emmen om de Zuiderkerk op te nemen op de gemeentelijke monumentenlijst. Op 11 juni 2013 besloot de gemeente de kerk inderdaad op die lijst te plaatsen. Het College van Kerkrentmeesters van de Protestantse Gemeente Emmen tekende tegen dat besluit beroep aan. Het College vond dat het besluit de geplande verkoop van het gebouw zou bemoeilijken en in elk geval zou zorgen voor een lagere opbrengst. De gemeente verklaarde op 21 november 2014 het beroep ongegrond. In hoger beroep bij de Raad van State werd de gemeente Emmen op 26 augustus 2015 in het gelijk gesteld.
Inmiddels vond op 22 maart van dat jaar de laatste kerkdienst in de Zuiderkerk plaats. De wijkgemeenten van de Zuiderkerk en de Hervormde Kapel werden samengevoegd.
In juni 2015 slaagde de Protestantse Gemeente Emmen erin de Zuiderkerk te verkopen, onder de voorwaarde dat de gemeentelijke autoriteiten akkoord zouden gaan met een woonbestemming voor de kerk en de pastorie. De nieuwe eigenaar wilde er een appartementencomplex van maken. In afwachting daarvan werd de kerk gebruikt als galerie en concertzaal. De pastorie stond toen al enkele jaren leeg.
Op 24 januari 2016 gaf Martin Mans het laatste concert op het orgel van de Zuiderkerk. Daarna is het orgel verkocht. In juni 2016 werd het geïnstalleerd in een baptistische kerk in Crasna in Roemenië.
In de laatste maanden van 2016 en de eerste maanden van 2017 werden de kerk en de pastorie verbouwd tot een appartementencomplex. In maart 2017 was de verbouwing voltooid. De kerk is onderverdeeld in dertien appartementen, de pastorie in vier.
Tussen de Zuiderkerk en de Van Schaikweg ligt een plantsoen met daarin de beeldengroep ‘Spelende beren’ van de hand van Homme Veenema.

## Foto’s

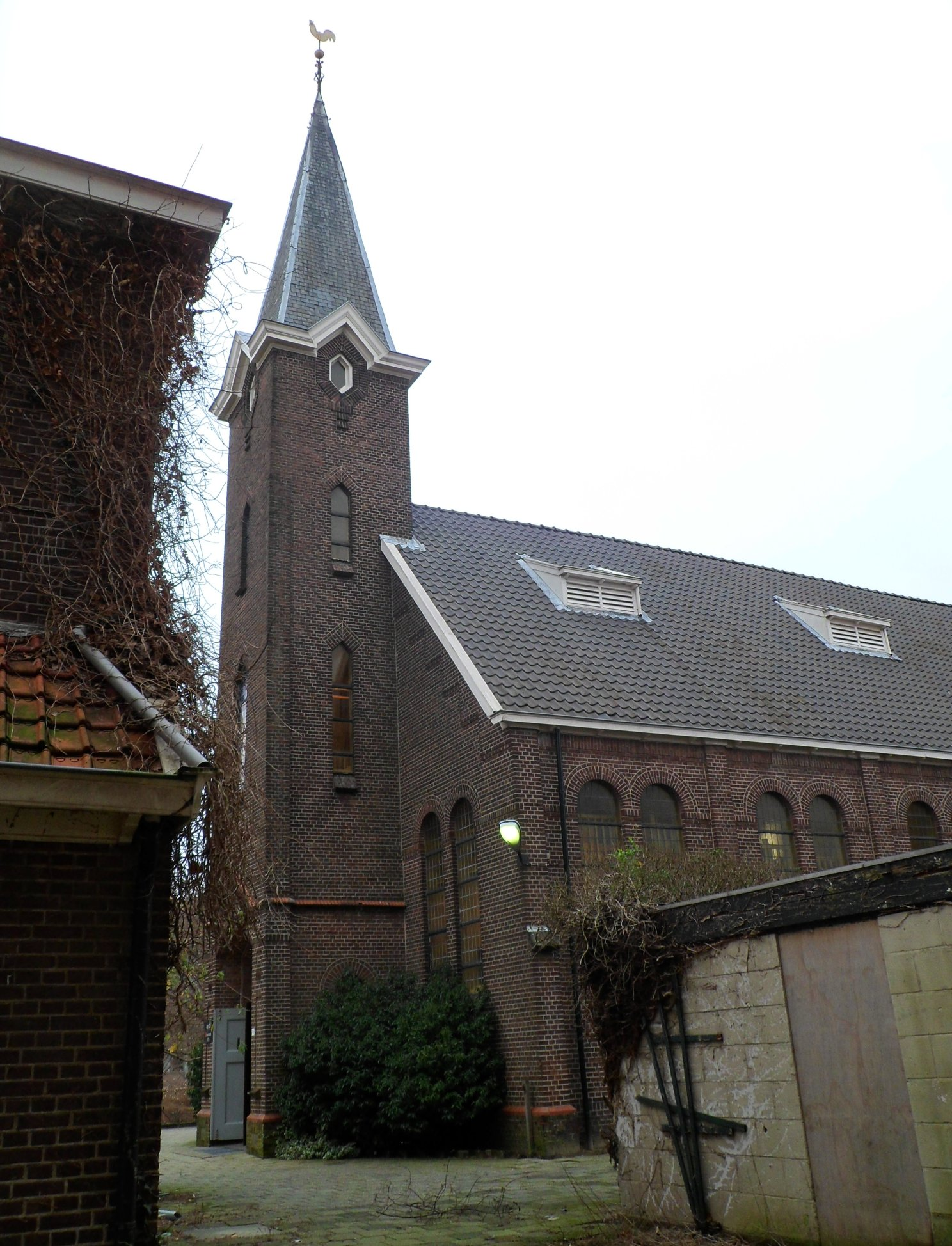
Zuiderkerk, zijaanzicht
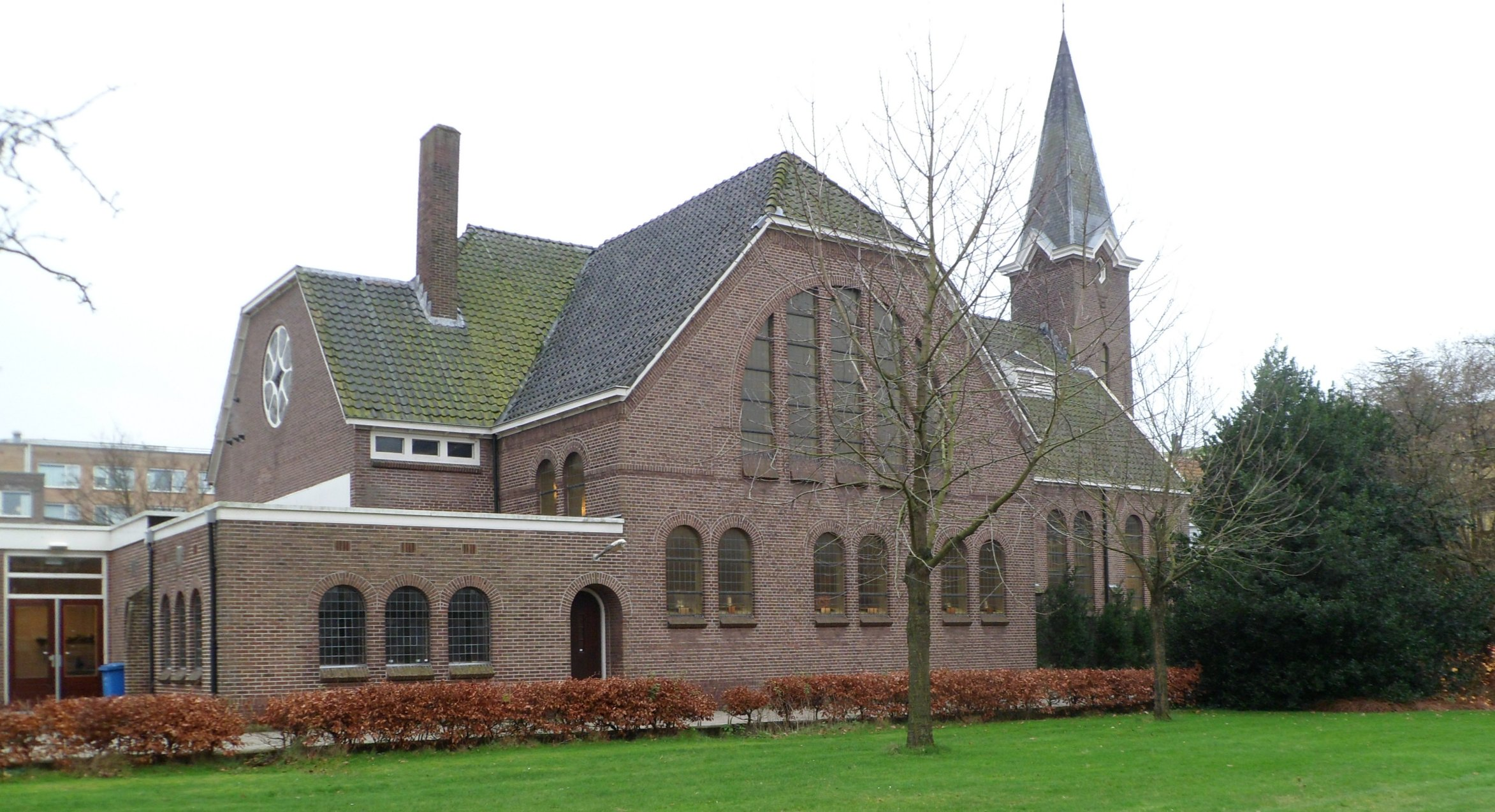
De Zuiderkerk aan de kant van de Van Schaikweg
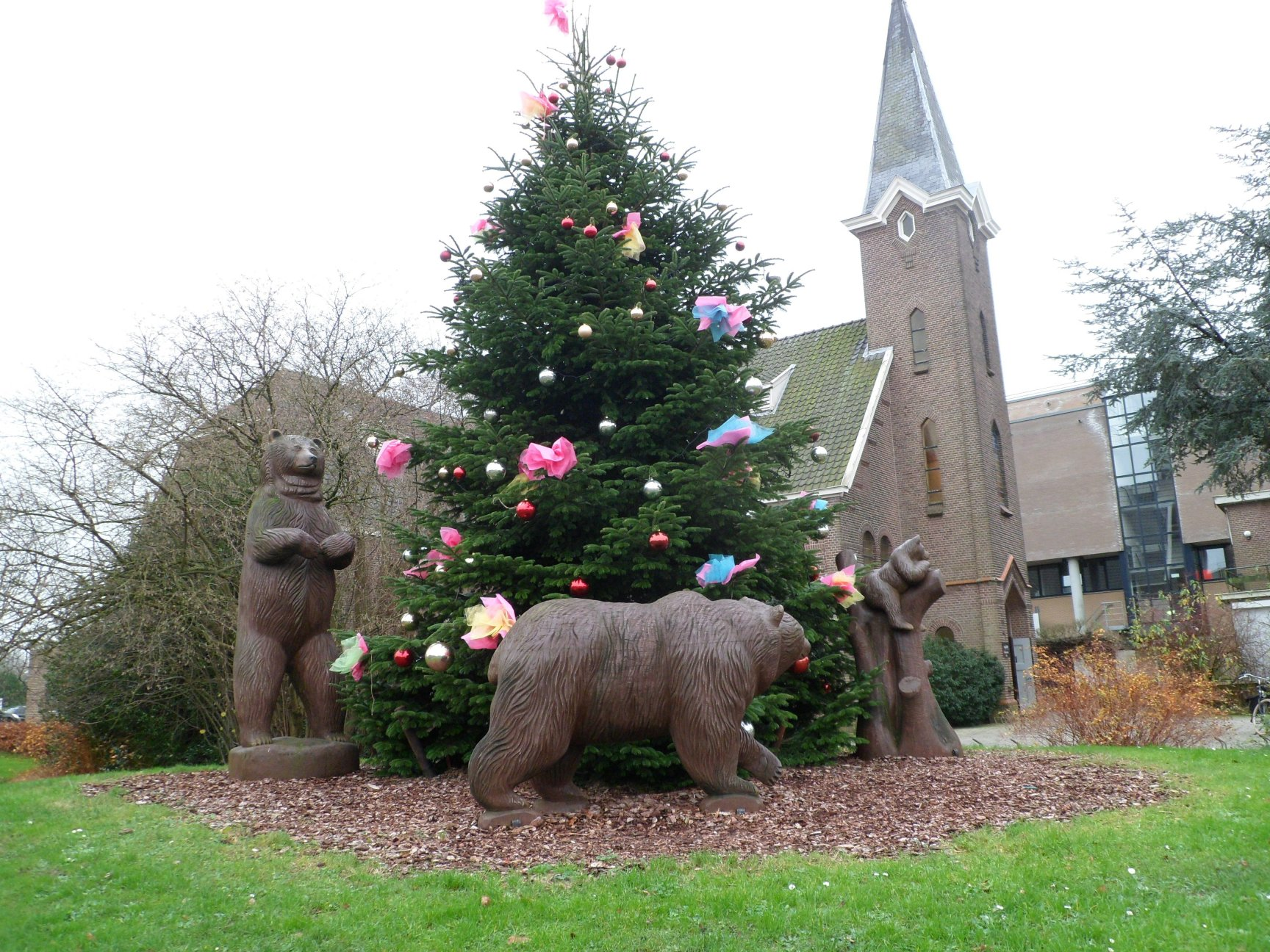
De spelende beren van Homme Veenema rond Kerstmis 2015
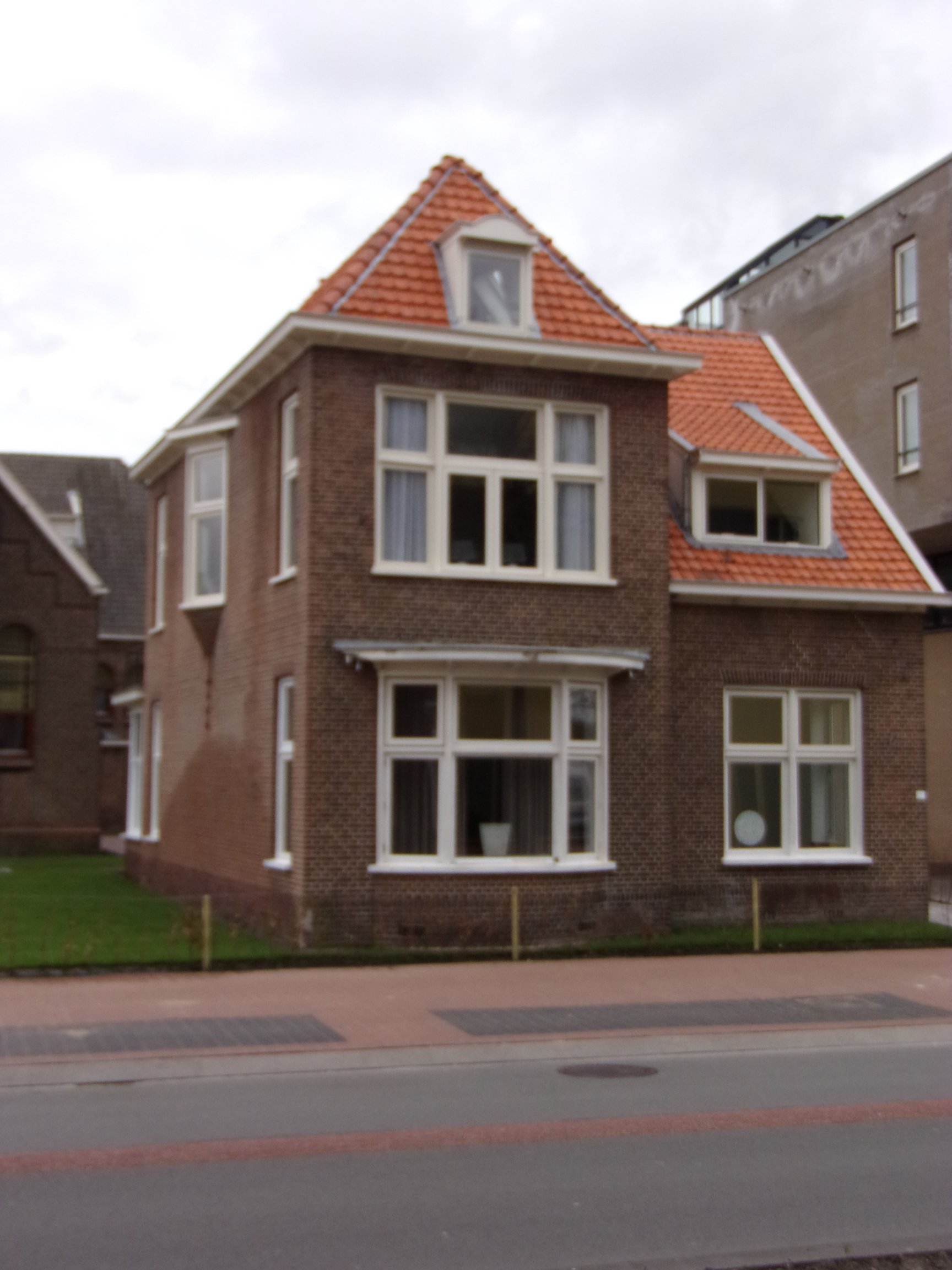
De pastorie